# ارزش طول عمر مشتری
ارزش طول عمر مشتری و یا ارزش طول دوره ارتباط با مشتری، (به انگلیسی: Customer Lifetime Value) در بازاریابی ارزش طول عمر هر مشتری، برابر پیش‌بینی سود خالص از آن مشتری، در تعاملات آینده با آن مشتری است. مدل پیش‌بینی می‌تواند سطوح متفاوتی از پیچیدگی و دقت را از یک الگوریتم ساده ابتکاری، تا روش‌های پیچیده تحلیل داده، داشته باشد.
ارزش طول دوره ارتباط با مشتری همچنین می‌تواند تنها ارزش فعلی پولی حاصل از تخمین تعاملات مالی آینده، با مشتری باشد. ارزش طول دوره ارتباط با مشتری یک مفهوم بسیار مهم برای شرکت‌ها است، زیرا شرکت‌ها را از تمرکز بر سود کوتاه مدت، به تمرکز بر سلامت روابط بلندمدت با مشتری‌ها، سوق می‌دهد.
ارزش طول دوره ارتباط با مشتری از جنبه دیگری نیز حائز اهمیت است. مقدار عددی این معیار حداکثر مقداری را که یک شرکت باید برای مشتری خود هزینه کند، نشان می‌دهد.
هدف اصلی از معیار ارزش طول دوره ارتباط با مشتری، تخمین ارزش مالی هر مشتری است. ارزش طول دوره ارتباط با مشتری از میزان سوددهی یک مشتری (یعنی تفاضل درآمدها و هزینه‌های مرتبط با تعامل با یک مشتری در یک بازه زمانی مشخص) متفاوت است، به این دلیل که معیار سوددهی مشتری گذشته را در نظر می‌گیرد، درحالی‌که معیار ارزش طول دوره ارتباط با مشتری آینده را در نظر می‌گیرد. به همین دلیل ارزش طول دوره ارتباط با مشتری در تصمیم‌گیری مدیران نقش بیشتری ایفا کرده و اندازه‌گیری آن بسیار پیچیده‌تر است.
همان طور که قبلاً اشاره شده ارزش طول دوره ارتباط با مشتری برابر ارزش فعلی جریان نقدی مختص به یک مشتری خاص در طول زمان ارتباط خود با یک شرکت است. ارزش فعلی برابر مجموع جریان نقدی تنزیل شده در آینده است. اگر به ارتباط با یک مشتری به عنوان یک سرمایه نگاه شود، ارزش طول دوره ارتباط با مشتری، ارزش نقدی آن سرمایه را نشان می‌دهد.
یکی از مهم‌ترین موارد استفاده مفهوم ارزش طول دوره ارتباط با مشتری برای بخش‌بندی مشتریان است. این بخش‌بندی با دانستن این مسئله آغاز می‌شود، که تمامی مشتریان دارای ارزش یکسانی برای شرکت نیستند. تقسیم مشتریان بر اساس معیار ارزش طول عمر به شرکت‌ها اجازه می‌دهد، که سودده‌ترین گروه‌های مشتریان خود را پیش‌بینی کرده و به جای تمرکز بر مشتریان کمتر سودده، بر روی آنان متمرکز شوند.
معیار ارزش طول دوره ارتباط با مشتری بیشتر در کسب و کارهای متمرکز بر رابطه با مشتری خصوصاً آنهایی که دارای قرارداد با مشتری هستند، استفاده می‌شود. خدمات بانکی، بیمه‌ای و مخابراتی، از جمله این کسب و کارها هستند. اما مفهوم ارزش طول دوره ارتباط با مشتری می‌تواند بر کسب‌وکارهای متمرکز بر تراکنش، مانند فروش محصولات بسته‌بندی شده نیز بسط یابد. در این حالت برای محاسبه ارزش طول عمر می‌توان از مدل‌های تصادفی خرید انفرادی یا جمعی مشتریان استفاده کرد.